# Politique dans l'Indre
Le département français de l'Indre est un département créé le 4 mars 1790 en application de la loi du 22 décembre 1789, à partir de des anciennes provinces de Berry, de Touraine, de la Marche et du Poitou. Les 241 communes, actuelles dont presque toutes sont regroupées en intercommunalités, sont organisées en 13 cantons permettant d'élire les conseillers départementaux. La représentation dans les instances régionales est quant à elle assurée par 7 conseillers régionaux. Le département est également découpé en 2 circonscriptions législatives et est représenté au niveau national par deux députés et deux sénateurs. 

## Représentation politique et administrative

### Préfets et arrondissements

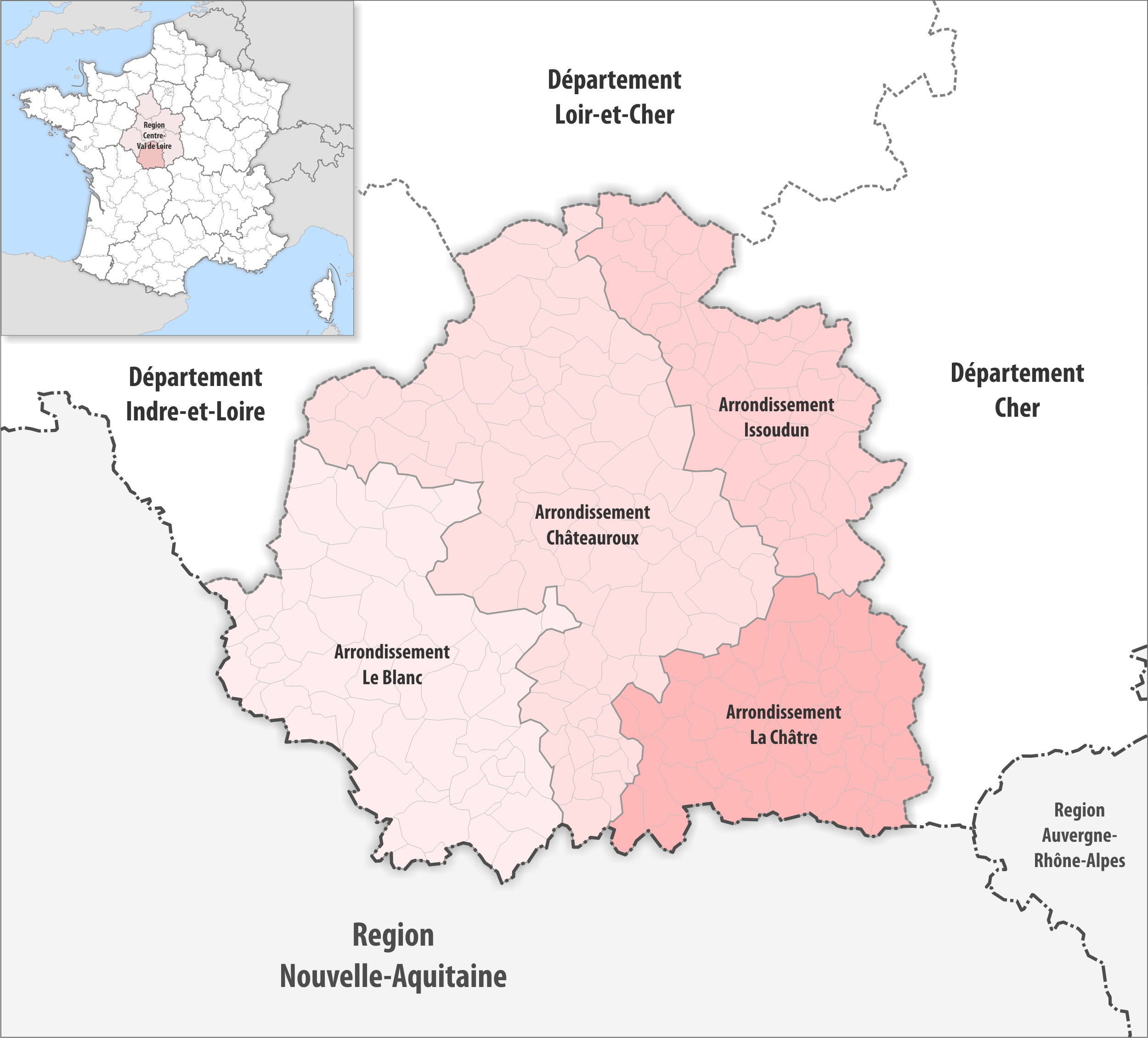
Arrondissements

La préfecture de l'Indre est localisée à Châteauroux. Le département possède en outre deux sous-préfectures à Le Blanc, La Châtre et Issoudun.

### Députés et circonscriptions législatives

Circonscriptions et affiliations à l'issue des élections de 2024.

| Circ. | Nom               |  | Parti | Groupe                   | Suppléant                 |
| ----- | ----------------- |  | ----- | ------------------------ | ------------------------- |
| 1re   | François Jolivet  |  | HOR   | Horizons et indépendants | José Figueiredo Goncalves |
| 2e    | Nicolas Forissier |  | LR    | Droite républicaine      | Alix Fruchon              |

### Sénateurs
| Nom                | Parti | Parti | Groupe           | Autres mandats (passés ou actuels) |
| ------------------ | ----- | ----- | ---------------- | ---------------------------------- |
| Nadine Bellurot    |       | LR    | Les Républicains |                                    |
| Frédérique Gerbaud |       | LR    | Les Républicains |                                    |

### Conseillers départementaux

Cantons et affiliations à l'issue des élections de 2021.

| Canton                | Conseiller Sortant       | Parti | Parti  | Conseiller Élu              | Parti | Parti  |
| --------------------- | ------------------------ | ----- | ------ | --------------------------- | ----- | ------ |
| Ardentes              | Mélanie Chapuis          |       | PS     | Gilles Caranton             |       | DVD    |
| Ardentes              | Jean Petitprêtre         |       | PS     | Nolwenn Fortuit             |       | DVD    |
| Argenton-sur-Creuse   | Jean-Claude Blin         |       | PS     | François Avisseau           |       | DVG    |
| Argenton-sur-Creuse   | Jocelyne Giraud          |       | PS     | Anne-Claude Moisan-Lefèbvre |       | EÉLV   |
| Le Blanc              | Gérard Blondeau          |       | LR     | Gérard Blondeau             |       | LR     |
| Le Blanc              | Françoise Perrot         |       | LR     | Nathalie Corbeau            |       | DVD    |
| Buzançais             | Régis Blanchet           |       | MR     | Régis Blanchet              |       | MR     |
| Buzançais             | Frédérique Mériaudeau    |       | DVD    | Frédérique Mériaudeau       |       | DVD    |
| Châteauroux-1         | Michel Blondeau          |       | UDI    | Marc Fleuret                |       | UDI-LC |
| Châteauroux-1         | Florence Petipez         |       | LR     | Florence Petipez            |       | LR     |
| Châteauroux-2         | Jean-Yves Hugon          |       | LR     | Jean-Yves Hugon             |       | LR     |
| Châteauroux-2         | Imane Jbara-Sounni       |       | DVD    | Imane Jbara-Sounni          |       | DVD    |
| Châteauroux-3         | Marc Fleuret             |       | UDI-LC | Gil Avérous                 |       | LR     |
| Châteauroux-3         | Chantal Monjoint         |       | LR     | Chantal Monjoint            |       | LR     |
| La Châtre             | Serge Descout            |       | LR     | François Daugeron           |       | DVD    |
| La Châtre             | Michèle Selleron         |       | DVD    | Michèle Selleron            |       | DVD    |
| Issoudun              | Lucie Barbier            |       | DVG    | Lucie Barbier               |       | DVG    |
| Issoudun              | Michel Bougault          |       | DVG    | Michel Bougault             |       | DVG    |
| Levroux               | Nadine Bellurot          |       | LR     | Nadine Bellurot             |       | LR     |
| Levroux               | Éric Van Remoortere      |       | LR     | Philippe Metivier           |       | LR     |
| Neuvy-Saint-Sépulchre | Michel Blin              |       | LR     | Virginie Fontaine           |       | DVD    |
| Neuvy-Saint-Sépulchre | Marie-Jeanne Lafarcinade |       | DVD    | Christian Robert            |       | DVD    |
| Saint-Gaultier        | Lydie Lacou              |       | LR     | Lydie Lacou                 |       | LR     |
| Saint-Gaultier        | Gérard Mayaud            |       | UDI    | Gérard Mayaud               |       | UDI    |
| Valençay              | Claude Doucet            |       | UDI    | Claude Doucet               |       | UDI    |
| Valençay              | Mireille Duvoux          |       | LR     | Mireille Duvoux             |       | LR     |

### Conseillers régionaux
Présidence : François Bonneau (Loiret)
|            | Parti | Siège |
| ---------- | ----- | ----- |
| Majorité   |       |       |
|            | PS    | 3     |
|            | EÉLV  | 1     |
| Opposition |       |       |
|            | LR    | 2     |
|            | RN    | 1     |

### Maires

Carte des 241 communes de l'Indre au 1er janvier 2022.

| Commune       | Maire                |  | Parti | Élection | Population |
| ------------- | -------------------- |  | ----- | -------- | ---------- |
| Le Blanc      | Gilles Lherpinière   |  | DVC   | 2020     | 6 188      |
| Châteauroux   | Gil Avérous          |  | LR    | 2014     | 43 079     |
| Déols         | Delphine Geneste     |  | LR    | 2021     | 7 618      |
| Issoudun      | André Laignel        |  | PS    | 1977     | 10 953     |
| Le Poinçonnet | Danielle Dupré-Ségot |  | PS    | 2020     | 5 848      |